# Howard Gardner
Howard Gardner (Scranton, Pennsylvania, 1943. július 11. –) a Harvard Egyetem pszichológiaprofesszora, a többszörös intelligencia elméletének kidolgozója.

## Életpályája
Zsidó származású szülei, Ralph és Hilde Gardner 1938. november 9-én Nürnbergből az Amerikai Egyesült Államokba menekültek. Howard már az Amerikai Egyesült Államokban született és egy északkelet-pennsylvaniai egykori bányászvárosban nőtt fel.
Kitűnő tanuló volt, és tehetséges zongorista, de zenei tanulmányait kamaszkorában félbehagyta. Saját bevallása szerint akkor kezdte komolyan venni a tanulást, amikor 1961 szeptemberében bekerült a Harvard College-ba, ahol pszichológiát, szociológiát és történelmet tanult, majd a neves pszichoanalitikussal, Erik H. Eriksonnal dolgozott. Ezután egy évig a London School of Economics hallgatója volt, majd a Harvard Egyetemen folytatta tanulmányait, ahol fejlődéspszichológiát tanult.
Miután doktori fokozatot szerzett, Roger Brownnal, Nelson Goodmannel és Norman Geschwinddel dolgozott együtt. 1986-tól az Egyesült Államok egyik elit iskolájának, a Harvard Graduate School of Education kognitív pszichológia professzora, emellett a Harvard Egyetem pszichológia professzora és a Bostoni Orvosi Egyetem idegtudományi professzora. A Harvard Egyetemen működő, a magasabb rendű kognitív működéseket tanulmányozó Project Zero munkacsoport alapító tagja.
2004-ben a Kelet-Kínai Egyetem tiszteletbeli professzorává nevezték ki, 2005-ben a Foreign Policy és a Prospect magazin a száz legbefolyásosabb értelmiségi közé választotta. Gardner nevéhez több mint húsz könyv fűződik, melyeket huszonnégy nyelvre fordítottak le.

## Többszörös intelligencia elmélete
Gardner elmélete szerint az intelligencia nem egységes értelmi képesség. Hétféle, egymástól független intelligenciát különböztet meg: nyelvi, logikai-matematikai, téri, zenei, testi-kinesztéziás és kétféle személyes intelligenciát. A standard intelligenciatesztek az első hármat mérik.
Zenei intelligencián többek között a ritmus, hangmagasság érzékelését érti, a testi-kinesztéziás intelligencia mutatója, hogy valaki mennyire bánik ügyesen a tárgyakkal, mennyire tudja kontrollálni saját mozgásait, a személyes intelligenciának pedig két összetevőjét írja le: a személyen belüli és a személyközi intelligenciát. Gardner hozzáteszi, hogy az egyes intelligenciatípusok fejlettségére hatással van az öröklődés és a kultúra is.
Gardner 1998-ban további három intelligencia típust állapított meg, a naturalista, spirituális és egzisztenciális intelligenciát.

## Magánélet
1982-ben vette feleségül Ellen Winner pszichológust. Négy gyermekük született: Kerith (1969), Jay (1971), Andrew (1976) és Benjamin (1985).

## Magyarul megjelent művei
- Rendkívüliek. Kivételes egyéniségek. Mozart, Freud, Virginia Woolf, Gandhi portréi és "hétköznapi rendkívüliségünk" (Extraordinary minds); ford. Farkas Éva; Kulturtrade, Bp., 1998, 180 p. (Mesterelmék) ISBN 963-9069-28-0
- Howard Gardner–Csíkszentmihályi Mihály–William Damon: Jó munka. Amikor a kiválóság és az etika találkozik (Good work: when excellence and ethics meet); ford. Szendi Gábor, Váradi Judit; Libri, Bp., 2008, 378 p. ISBN 978-963-88047-0-9